# Näskärr
Näskärr är en sjö i Varbergs kommun i Västergötland och ingår i Ätrans huvudavrinningsområde.